# Марри (округ, Джорджия)
Ма́рри (англ. Murray County) — округ штата Джорджия, США. Население округа на 2000 год составляло 36 506 человек. Административный центр округа — город Чатсуэрт.

## История
Округ Марри основан в 1832 году.

## География
Округ занимает площадь 891 км2.

## Демография
Согласно Бюро переписи населения США, в округе Марри в 2000 году проживало 36 506 человек. Плотность населения составляла 41 человек на квадратный километр.